# 柳杉叶马尾杉
柳杉叶马尾杉（学名：Phlegmariurus cryptomerianus），为石杉科马尾杉属下的一个种。

## 扩展阅读
維基物種上的相關：柳杉叶马尾杉